# Antonina (Brasile)
Antonina è un comune del Brasile nello Stato del Paraná, parte della mesoregione Metropolitana de Curitiba e della microregione di Paranaguá. Si trova a 79 km dalla capitale dello Stato Curitiba.